# Seznam divadel v Česku
Tento seznam obsahuje stálé scény, zaniklá divadla i divadelní soubory bez stálé scény v Česku.

## Stálé scény

### Brno
- Bezbariérové divadlo BARKA
- Buranteatr (Stadion)
- Divadelní studio "V"
- Divadlo Bolka Polívky
- Divadlo Feste (Industra stage)
- Kabinet múz
- Divadlo Husa na provázku
- Divadlo Líšeň
- Divadlo Polárka
- Divadlo U stolu
- Divadlo v 7 a půl
- HaDivadlo
- Studio Marta
- Divadlo na Orlí
- Divadlo Radost
- Mahenovo divadlo
- Městské divadlo Brno
- Janáčkovo divadlo
- Divadlo Reduta Brno

### České Budějovice
- Divadelní soubor J. K. Tyl
- Divadlo SUD
- Jihočeské divadlo
- Kabaret u Váňů
- Malé divadlo

### Česká Lípa
- Jiráskovo divadlo

### Český Těšín
- Těšínské divadlo

### Hradec Králové
- Divadlo DRAK
- Klicperovo divadlo
- Studio Beseda

### Jihlava
- Horácké divadlo
- Divadlo Na Kopečku
- Divadlo otevřených dveří aka DIOD

### Kladno
- Městské divadlo Kladno

### Liberec
- Divadlo F. X. Šaldy
- Naivní divadlo Liberec

### Litvínov
- Docela velké divadlo

### Mladá Boleslav
- Městské divadlo Mladá Boleslav

### Most
- Městské divadlo v Mostě

### Nový Jičín
- Beskydské divadlo  Archivováno 7. 5. 2008 na Wayback Machine.

### Olomouc
- Divadlo hudby Olomouc
- Divadlo Tramtarie Olomouc
- Moravské divadlo Olomouc
- Divadlo na cucky

### Opava
- Slezské divadlo

### Ostrava
- Divadlo improvizace ODVAZ
- Divadlo loutek Ostrava
- Divadlo Petra Bezruče
- Komorní scéna Aréna
- Stará Aréna Ostrava
- Bílé divadlo Ostrava
- Národní divadlo moravskoslezské
  - Divadlo Antonína Dvořáka
  - Divadlo Jiřího Myrona
  - Divadlo „12“
- Divadlo Mír
- Divadlo Devítka
- Divadélko Pod okapem
- Studio G

### Pardubice
- Východočeské divadlo Pardubice
- Divadlo 29
- Divadlo Exil

### Plzeň
- Divadlo Jezírko
- Divadélko Jonáš
- Divadlo Alfa
- Divadlo Dialog
- Divadlo Josefa Kajetána Tyla
- Divadlo Miroslava Horníčka
- Divadlo Špalíček
- Divadlo V Boudě
- Divadlo V Klubu
- Kabaretní a šantánové divadlo c.k.Pluto
- Komorní divadlo

### Praha
- Seznam divadel v Praze - Stálé scény

### Příbram
- Divadlo Antonína Dvořáka

### Šumperk
- Divadlo Šumperk

### Teplice
- Krušnohorské divadlo

### Uherské Hradiště
- Hoffmannovo divadlo
- Slovácké divadlo

### Ústí nad Labem
- Činoherní studio

### Zlín
- Městské divadlo Zlín  Archivováno 5. 6. 2008 na Wayback Machine.

### Znojmo
- Městské divadlo Znojmo

## Soubory a divadla bez stálé scény
- Divadlo Klauniky Brno
- Český komediální klub - ČKK54
- Seznam divadel v Praze - Soubory a divadla bez stálé scény

## Zaniklá divadla
- Divadlo na Výstavišti (Staré Brno, Pisárky)
- Divadlo Vítězslava Nezvala (Karlovy Vary)
- Prozatímní české národní divadlo v Brně jinak Divadlo Na Veveří (bývalé Orfeum)
- Satirické divadlo Večerní Brno
- Svobodné divadlo (ul. Gorkého, Brno)
- Teplické divadlo
- Seznam divadel v Praze - Zaniklá divadla

## Ostatní scény
- Seznam divadel v Praze - Ostatní scény